# سمندر آتشین خاور نزدیک
 سمندر آتشین خاور نزدیک یا عروس العین (به عربی) (نام علمی: Salamandra infraimmaculata) نام یک گونه از سرده سالاماندرا است.